# 外国人技能実習機構
外国人技能実習機構（がいこくじんぎのうじっしゅうきこう、英語: Organization for Technical Intern Training）は、外国人の技能実習の適正な実施及び技能実習生の保護に関する法律（平成28年法律第89号）に基づく法務省及び厚生労働省が所管する認可法人である。主たる事務所を東京都港区に置く。

## 沿革
2017年3月1日に東京都港区に本部事務所が開設された。
2017年4月3日に地方事務所・支所が設置された。

## 地方事務所・支所
- 札幌事務所
- 仙台事務所
- 東京事務所 - 水戸支所、長野支所
- 名古屋事務所 - 富山支所
- 大阪事務所
- 広島事務所
- 高松事務所 - 松山支所
- 福岡事務所 - 熊本支所

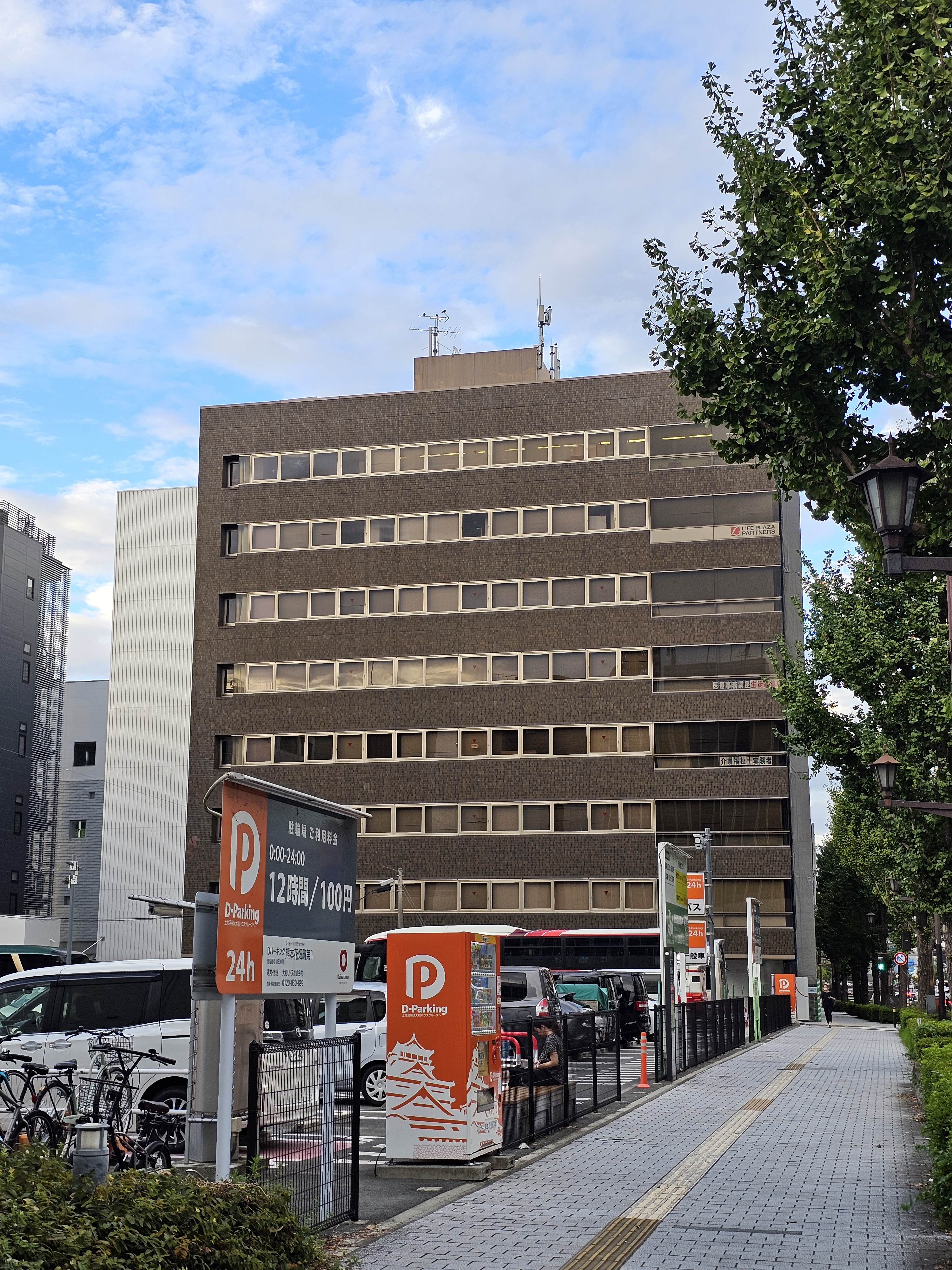
熊本支所が入居するMY熊本ビル